# C-кварк
Очаро́ванный кварк или  c-кварк (от англ. сharm — очарование) — кварк с зарядом +(2/3)e, принадлежащий ко второму поколению. Имея массу 1,25 ГэВ (немногим больше, чем масса протона), он занимает третье место по массе среди кварков (после тяжёлых t- и b-кварков). 

## История обнаружения
Существование четвёртого кварка (после уже известных u, d и s) было предсказано в 1970 году Шелдоном Глэшоу, Иоаннисом Илиопулосом и Лучано Майани. Он был впервые зарегистрирован в 1974 году в результате открытия J/ψ-частицы в SLAC группой, которой руководил Бёртон Рихтер, и в BNL группой, которой руководил Сэмюэл Чао Чунг Тинг. Группа из BNL назвала новую частицу J, группа из SLAC предложила название ψ. После непродолжительного спора об имени частицы был принят компромисс J/ψ. Эта частица с так называемым скрытым очарованием (чармоний) состоит из очарованных кварка и антикварка.

## Адроны, содержащие очарованный кварк
Некоторые адроны содержат с-кварк и/или антикварк, в том числе:
- D-мезоны содержат c-кварк (или его античастицу) и u- или d- кварк[4].
- Ds-мезоны содержат c-кварк и s-кварк[5].
- Существует много состояний чармония (разновидность кваркония), например, J/ψ. Они состоят из с-кварка и его античастицы[6].
- Наблюдались очарованные барионы, которые получили названия по аналогии со странными барионами (например, Λ+
c)[7].
- Исследование коллаборации NNPDF[англ.] показало, что очарованные кварки могут временно входить в состав протона[8].

## Закон сохранения чарма
В сильных и электромагнитных взаимодействиях чарм сохраняется: Δс = 0. 
В слабых взаимодействиях чарм не изменяется или изменяется на единицу: Δс = 0, ±1.
Очарованный кварк распадается в результате слабого взаимодействия, превращаясь преимущественно в s-кварк. Образующийся виртуальный W-бозон, в свою очередь, распадается на пару фермионов.